# Gondangmanis
Gondangmanis is een bestuurslaag in het regentschap Karanganyar van de provincie Midden-Java, Indonesië. Gondangmanis telt 2459 inwoners (volkstelling 2010).